# Acritoptila pearsoni
Acritoptila pearsoni is een schietmot uit de familie Hydroptilidae. De soort komt voor in het Australaziatisch gebied.